# Сутра не умире никад
Сутра не умире никад (енгл. Tomorrow Never Dies) је шпијунски филм из 1997. године и осамнаести у серији Џејмс Бонд британског продуцента Eon Productions-а, као и други у ком глуми Пирс Броснан као измишљени агент MI6-а, Џејмс Бонд. Редитеља Роџера Спотисвуда, са сценаријом Бруса Фејрштајна, филм прати Бонда док покушава да заустави Елиота Карвера, моћног медијског могула, од инжењеринга светских догађаја како би започео Трећи светски рат.
Филм су продуцирали Мајкл Вилсон и Барбара Броколи и први је филм Џејмс Бонд направљен након смрти продуцента Алберта Броколија, коме филм одаје признање у завршној шпици. Филм је снимљен у Француској, Тајланду, Немачкој, Мексику и Уједињеном Краљевству. Сутра не умире никад имао је добре резултате на благајнама, зарадио преко 333 милиона долара широм света, поставши четврти филм са највећом зарадом 1997. године и упркос мешовитим критикама номинован је за Златни глобус. Иако је његов наступ на домаћим благајнама надмашио учинак његовог претходника, Златно око, био је једини филм о Бонду Пирса Броснана који се није нашао на првом месту на благајнама, јер је издат истог дана када и Титаник, а завршио је на другом месту те недеље.

## Радња
МИ6 шаље Џејмс Бондa, у поље да шпијунира терористички базар оружја на руској граници. Преко дисплеја, МИ6 и британска војска идентификовали су неколико потенцијално осумњичених, укључујући и америчког „техно-терористу“ Хенрија Гупту (Рики Џеј), који купује ГПС енкодер направљен од стране америчке војске. Упркос инсистирању Ем (Џуди Денч) да пусти 007 заврши извиђање, британски адмирал Робак (Џефри Палмер) покреће ракетни напад на базар оружја. Бонд открива затим два совјетска нуклеарна торпеда монтирана на Л-39 Албатрос, и како Робак не успева да откаже лансирани пројектил, 007 отима Л-39 и полеће у моменту када пројектил погађа базар оружја. Гупта бежи са енкодером.
Медијски магнат Елиот Карвер (Џонатан Прајс), власник Карвер мидија груп нетворк (КМГН), смишља план да искористи енкодер за изазивање рата између Кине и Уједињеног Краљевства, који ће учинити да кинеска влада да ексклузивна електронска права емитовања Карверу. Декодирањем ГПС сигнала користећи енкодер, Гупта, шаље британску фрегату ХМС Девоншир са курса у Јужном кинеском мору, где је Карверов невидљиви брод на челу са господином Стампером (Ото Гец), потопи са морском бушилицом и украде један од њених ракета. Након тога, Стамперови људи обарају кинеске Ј-7 ловце послате да истраже британско присуство, и убијају Девонширове преживеле са кинеским наоружањем. Након читања КМГН извештаја о инциденту о кинеском нападу, Робак активира британску флоту да поврате остатке фрегате, а по могућству да направе одмазду, остављајући Ем само четрдесет осам сати да истражи случај.
Ем шаље Бонда да истражи Карвера, после објављене вести Карверове Медија Групе, са критичним детаљима пар сати пре него што је свет сазнао за њих. МИ6 је приметио да је сигнал дошао са једног од КМГН сателита пар минута пошто је фрегата потопљена. Бонд путује у Хамбург и заводи Карверову супругу, Парис (Тери Хачер), бившу девојку, да би добио информације које ће помоћи му уђе Карвер штампарију. Бонд краде ГПС енкодер из Карверове канцеларије у штампарији и Карвер наређује да се Парис и Бонд убију. Парис бива убијена од стране др Кауфмана (Винсент Схавели), а Бонд убија Кауфмана и бежи у свом БМВ 750и. Бонд затим одлази у Јужно кинеско море да испита олупину фрегате, откривајући да је један од пројектила нестао. Заједно са Веј Лин (Мишел Јео), кинеским шпијуном на истом случају, бива заробљен од стране Стамперових људи и одведен у седиште КМГН торња у Сајгону. Њих двоје успеју да побегну и започињу сарадњу.
Њих двоје контактирају Краљевску ратну морнарицу и Кинеско ратно ваздухопловство и објашњавају им Карверову шему напада. Недуго затим проналазе и укрцавају се на Карверов невидљиви брод који се налазио у заливу Ха Лонг у намери да га спрече да испали крстарећу ракету на Пекинг. За време борбе Веј Лин је заробљена а Бонд заробљава Гупту кога користи као свог таоца, међутим Карвер не пристаје на размену и убија Гупту тврдећи да је „наџивео свој уговор“. Видевши да је Карвер надмоћнији Бонд детонира постављени експлозив на броду што доводи до оштећења и он се показује на радару. Док се Веј Лин упутила да онеспособи моторе брода, Бонд убија Карвера са истом бушилицом којом је потопио фрегату. Покушавајући да разоружа пројектил Бонд улази у тучу са Стампером. Стампер упада у замку када му се нога заглави између лансирне рампе и ракете што омогућава Бонду да зарони и спаси Лин у моменту када ракета експлодира и уништи Карверов невидљиви брод. Бонд и Веј Лин, преживели су и олупини чекају док их брод ХМС Бедфорд тражи.

## Улоге
| Глумац            | Улога              |
| ----------------- | ------------------ |
| Пирс Броснан      | Џејмс Бонд         |
| Џонатан Прајс     | Елиот Карвер       |
| Мишел Јео         | пуковник Веј Лин   |
| Тери Хачер        | Парис Карвер       |
| Ото Гец           | Стампер            |
| Џо Дон Бејкер     | Џек Вејд           |
| Рики Џеј          | Хенри Гупта        |
| Винсент Скијавели | Доктор Кауфман     |
| Џуди Денч         | М                  |
| Дезмонд Левелин   | Кју                |
| Саманта Бонд      | госпођица Манипени |
| Џефри Палмер      | адмирал Робак      |
| Теренс Ригби      | Генерал Бухарин    |
| Мајкл Берн        | Адмирал Кели       |